# Neustadt am Rübenberge
Neustadt am Rübenberge is een gemeente in de Duitse deelstaat Nedersaksen. De gemeente maakt als  selbständige Gemeinde deel uit van de Region Hannover. In officiële documenten wordt de naam van de stad vaak afgekort tot Neustadt a. Rbge..
Neustadt am Rübenberge telde eind 2020  44.586 inwoners.

## Indeling
Neustadt heeft, blijkens de website van de gemeente, per 31 december 2019 45.746 inwoners. De gemeente bestaat uit de Kernstadt met 19.597 inwoners (31 december 2019) en 12 deelgemeenten (vetgedrukt), bestaande uit in totaal 33 dorpen en gehuchten. Het aantal inwoners per 31-12-2019 per dorp of gehucht is in onderstaande lijst tussen haakjes vermeld:
| - Amedorf (300) - Averhoy (80) - Basse (596) - Bevensen (158) - Bordenau (2.748) - Borstel (834) 1) - Brase (114) | - Büren (235) - Dudensen (533) 1) - Eilvese (1.591) - Empede (647) - Esperke (700) - Evensen (118) - Hagen (1.444) 1) | - Helstorf (1.336) - Himmelreich: bij Empede inbegrepen - Laderholz (323) - Lutter (204) - Luttmersen (141) - Mandelsloh (1.227) - Mardorf (1.900) | - Mariensee (1.115) - Metel (504) - Niedernstöcken (467) - Nöpke (606) 1) - Otternhagen (1.624) - Poggenhagen (2.193) - Scharrel (639) | - Schneeren (1.454) - Stöckendrebber (329) - Suttorf (996) - Vesbeck (402) - Warmeloh: bij Esperke inbegrepen - Welze (220) - Wulfelade (371) |

## Ligging, verkeer, vervoer
De stad ligt ten noordoosten van het Steinhuder Meer. Tussen dat meer en de stad ligt een groot veengebied, het Tote Moor (nu gedeeltelijk natuurreservaat). 
Neustadt a. Rbge. ligt ca. 20 km ten noordwesten van Hannover, waarmee een spoorwegverbinding en een autowegverbinding (Bundesstraße 6) bestaat. Beide wegen leiden de andere kant op naar Nienburg/Weser dat ca. 25 km noordwestwaarts van de gemeente ligt. Zie ook: Station Neustadt am Rübenberge. Ook de in de gemeente gelegen plaatsjes Eilvese en Poggenhagen hebben een treinhalte.

## Economie
Belangrijk in de gemeente is het toerisme naar het Steinhuder Meer, en er is ook veel midden- en kleinbedrijf in de gemeente gevestigd. In de gemeente wonen ook vrij veel mensen, die voor studie of werk naar de stad Hannover pendelen (woonforensen).

## Geschiedenis

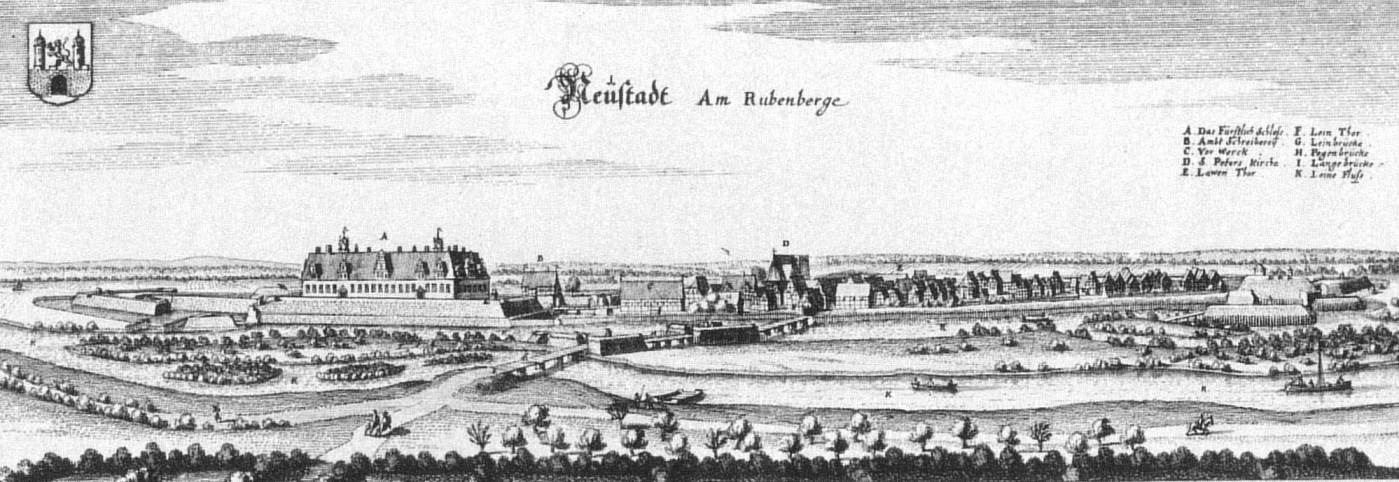
Ets door Merian: Neustadt met zijn kasteel (ca. 1650)

Het stadje Neustadt am Rübenberge ontstond uit een combinatie van een dorp en het mogelijk al in 1220 bestaande kasteel, waarvan onlangs bij archeologisch onderzoek fundamentresten zijn opgegraven. De plaats wordt sedert de 13e eeuw als stad vermeld, hoewel nooit een document is gevonden, waaruit de toekenning van officiële stadsrechten blijkt.  Otto II van Lüneburg, hertog van Brunswijk-Lüneburg kocht het gebied in 1302 van plaatselijke heren. Rond 1490 was het gebied door vererving in bezit gekomen van de in 1470 op het kasteel van Neustadt am Rouvenberg geboren Erik I van Brunswijk-Calenberg-Göttingen; deze liet het kasteel herbouwen, maar verbleef er maar zelden. Na een verwoestende brand (1563) in het kasteel werd dit in opdracht van Erik II van Brunswijk-Calenberg-Göttingen, heer van het Vorstendom Calenberg, herbouwd (voltooiing herbouw in 1584). 
Tot dan toe waren kasteel en stadje feitelijk één vesting, men kon het kasteel als de citadel van Neustadt beschouwen. Na de herbouw diende het vooral als representatief gebouw. In die tijd kreeg het kasteel ook de naam Landestrost.
In 1727 werd het stadje door brand bijna geheel verwoest, maar mede door financiering van de koning van Engeland, die tevens heer van Hannover was, spoedig herbouwd.
Zie ook onder: Steinhuder Meer.

## Bezienswaardigheden, cultuur, toerisme, recreatie
- De 13e-14e-eeuwse, vroeggotische O.L.Vrouwe- of Mariakerk in het stadscentrum; hersteld in 1502 en 1727; barok interieur.
- Kasteel Landestrost, met o.a. ruimtes voor tijdelijke kunstexposities en een Sektkellerei (kelder waar wijn tot Sekt ligt te rijpen en waar men deze drank ook kan kopen)
- Het Steinhuder Meer met het omliggende Naturpark, dat de westelijke helft van de gemeente omvat: veel mogelijkheden voor watersport en aanverwante dagrecreatie, maar ook voor wandel- en fietstochten door de natuur.
- Klooster in het dorp Mariensee (gesticht in 1206 als cisterciënzer nonnenklooster; in 1543 luthers geworden; thans een vrouwensticht; retraiteverblijf mogelijk; enige vertrekken zijn te bezichtigen, evenals de fraaie kloostertuin).

## Belangrijke personen in relatie tot de gemeente

### Geboren
- Gerhard von Scharnhorst (Bordenau, 12 november 1755 - Praag, 28 juni 1813), Pruisisch generaal
- Karl Stadtländer (1844-1916), Duits politicus

### Overigen
- Erich Klahn (* 16 mei 1901 in Oldenburg; † 14 oktober 1978  in Celle), beeldend kunstenaar, maakte vooral triptieken en wandtapijten voor in kerken, kloosters en openbare gebouwen; van 1933-1945 overtuigd nationaalsocialist. Veel van zijn werk bevindt zich in klooster Mariensee bij  Neustadt am Rübenberge. [4]

## Partnergemeenten
- La Ferté-Macé (Frankrijk)
- De gemeente is lid van de uit ca. 36 plaatsen in heel Europa bestaande vereniging Neustadt in Europa. Ook Nieuwstadt gemeente Echt-Susteren in Nederlands Limburg  behoort tot deze club van "Nieuwsteden".

## Galerij

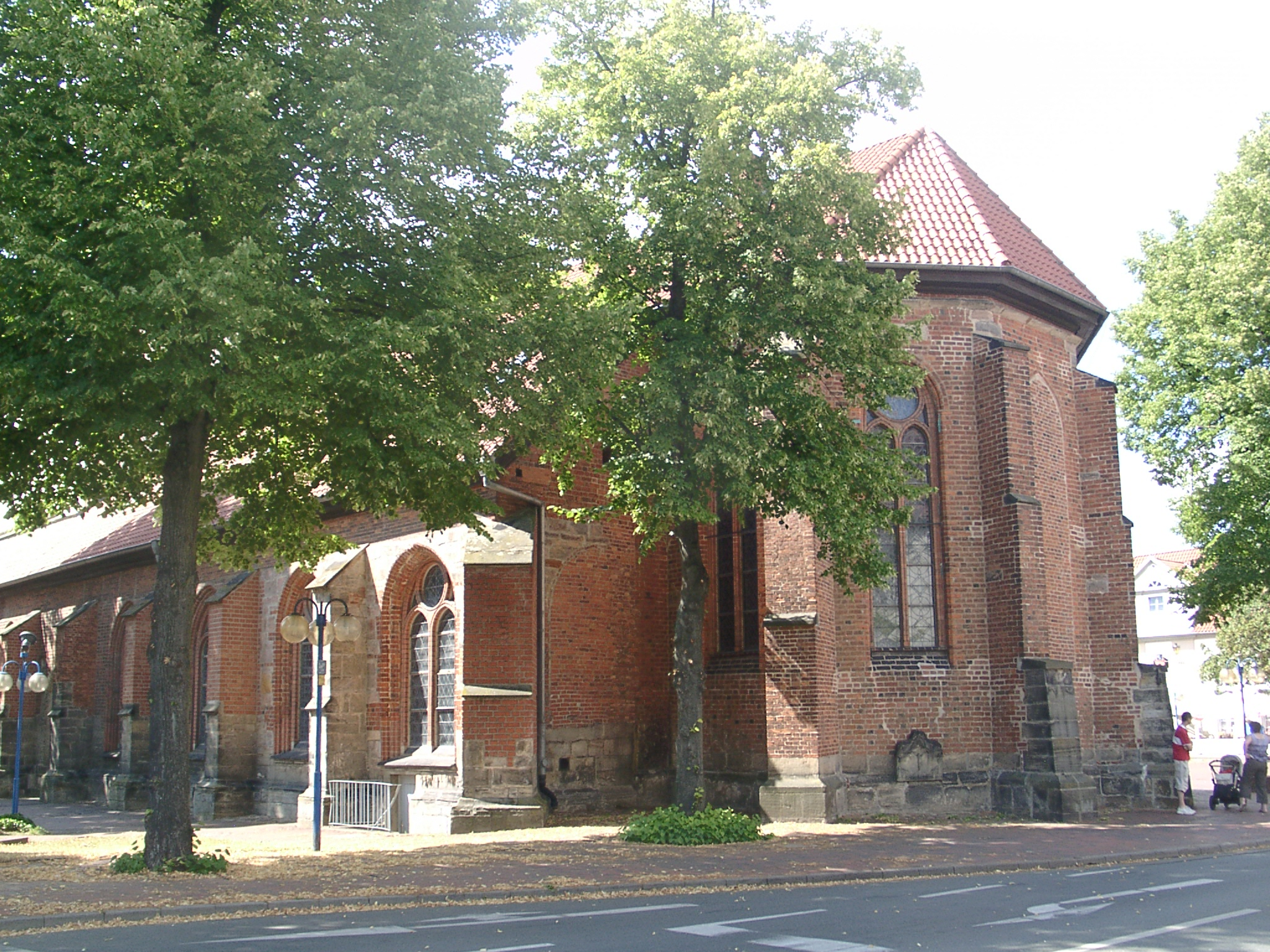
Ev. lutherse Mariakerk (1)
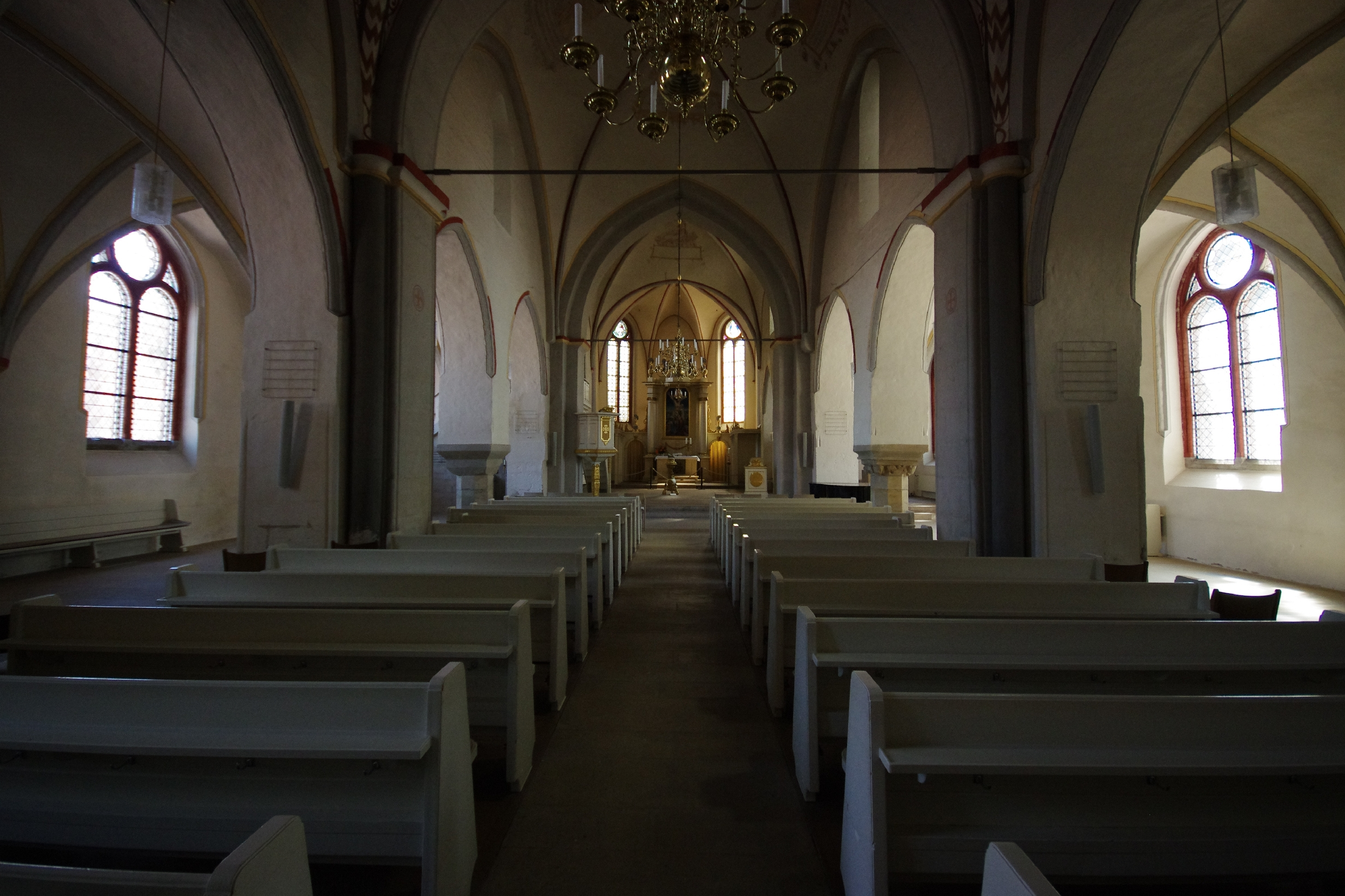
Ev. lutherse Mariakerk (2)
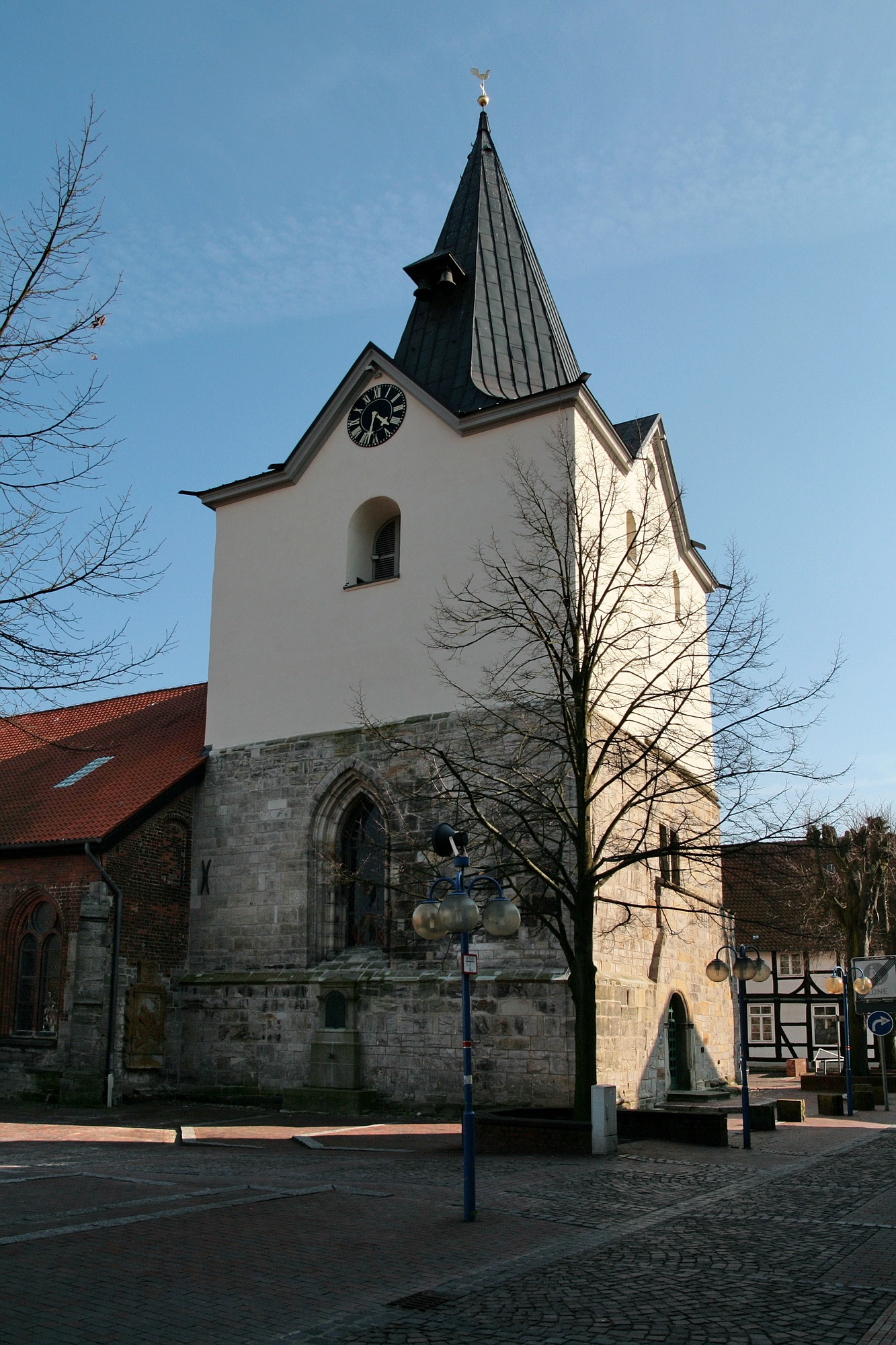
Ev. lutherse Mariakerk (toren)
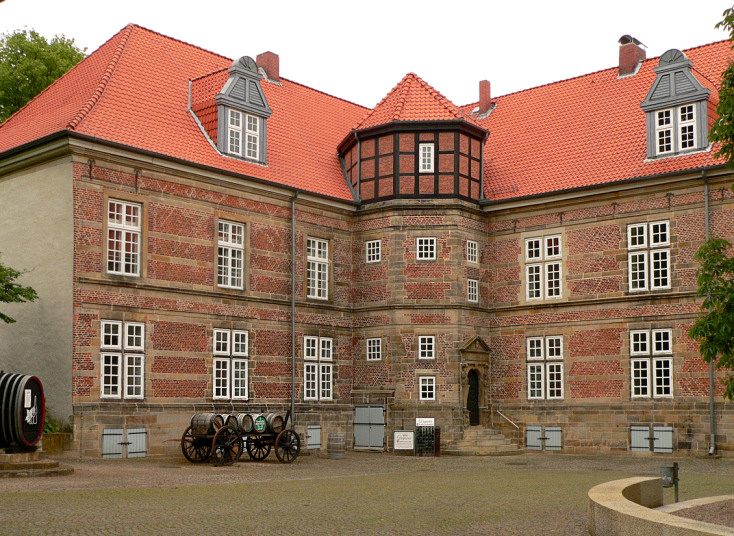
Kasteel Landestrost, Neustadt a. Rbge.
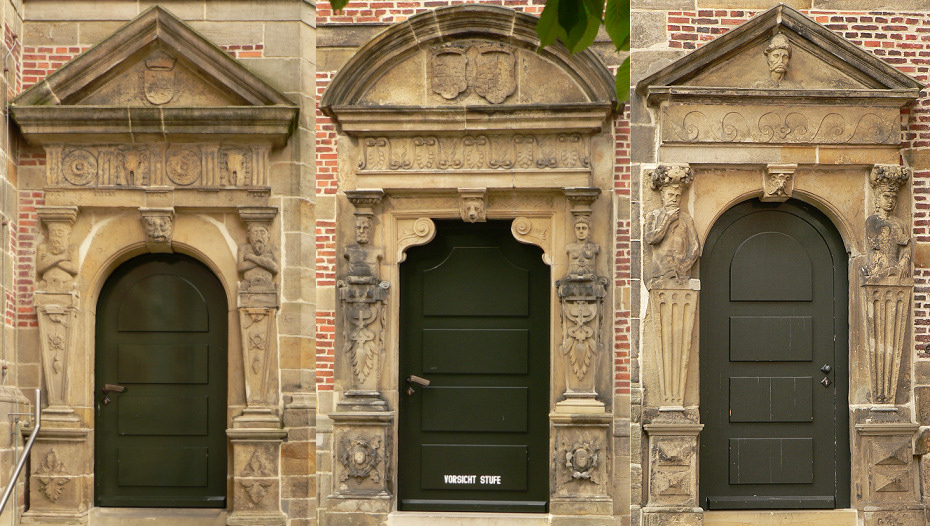
Op de binnenplaats van het kasteel
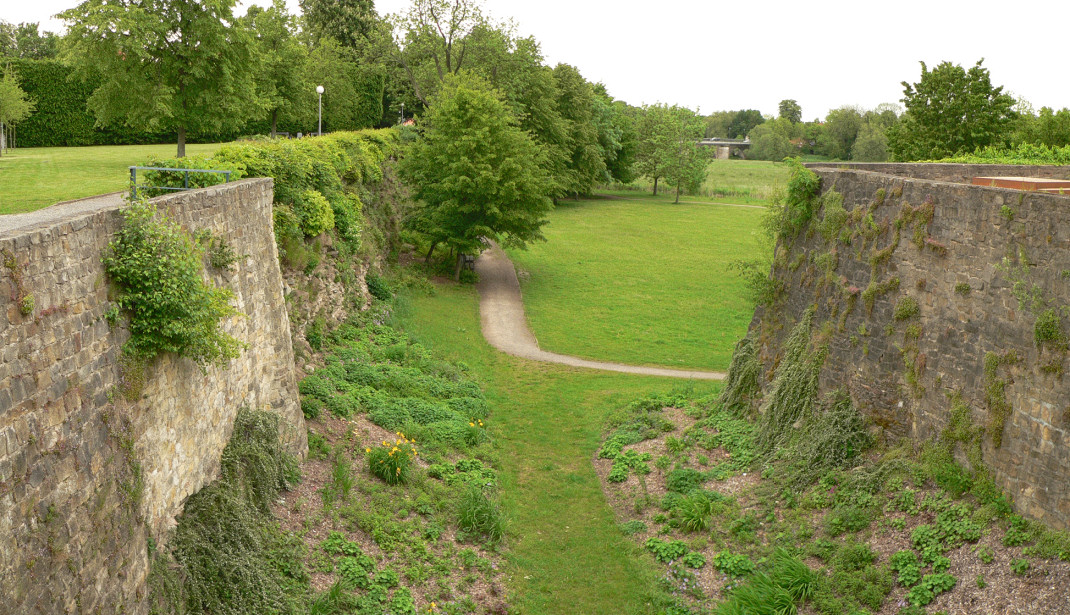
Vestingmuur, zuidelijk bastion Landestrost
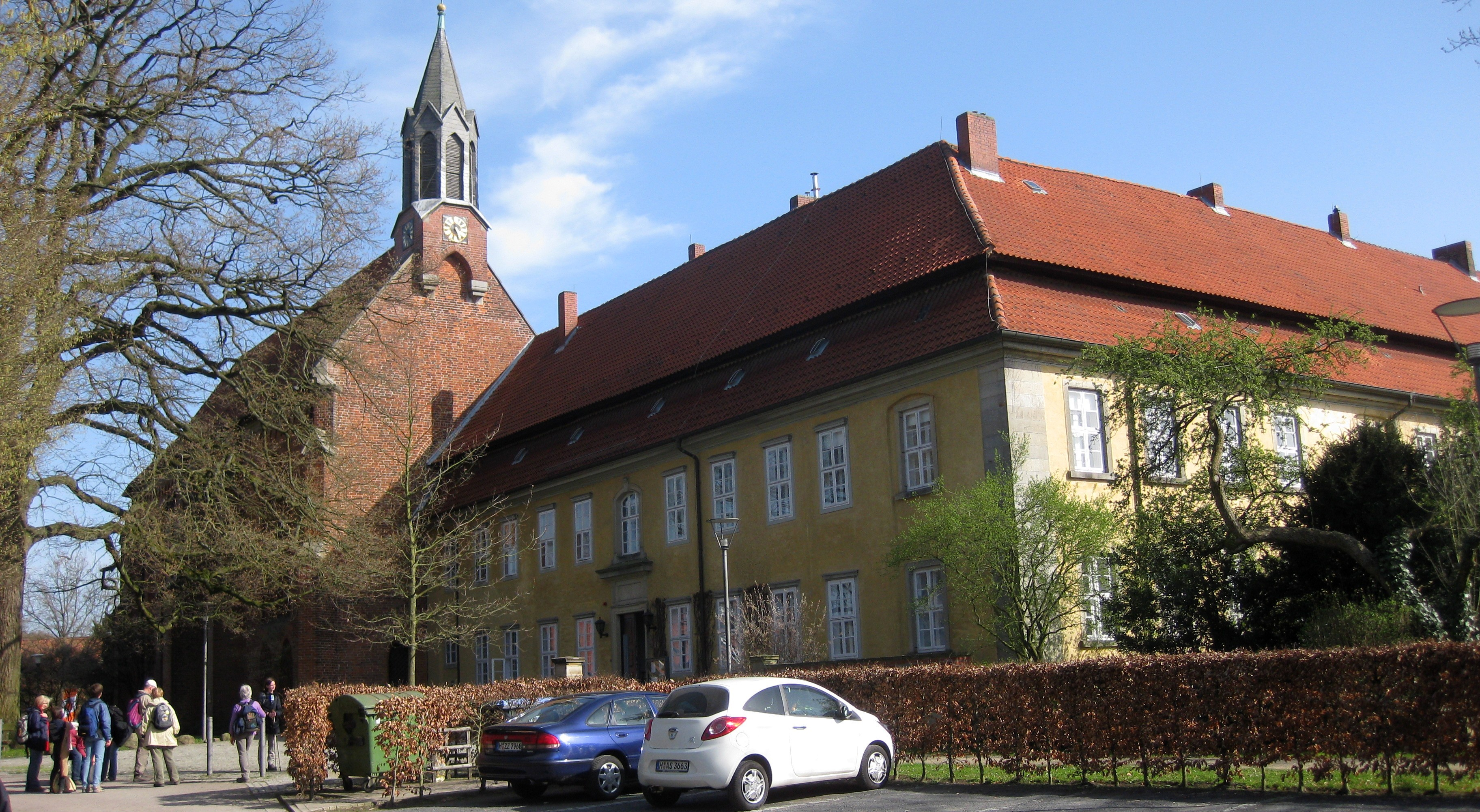
Klooster Mariensee
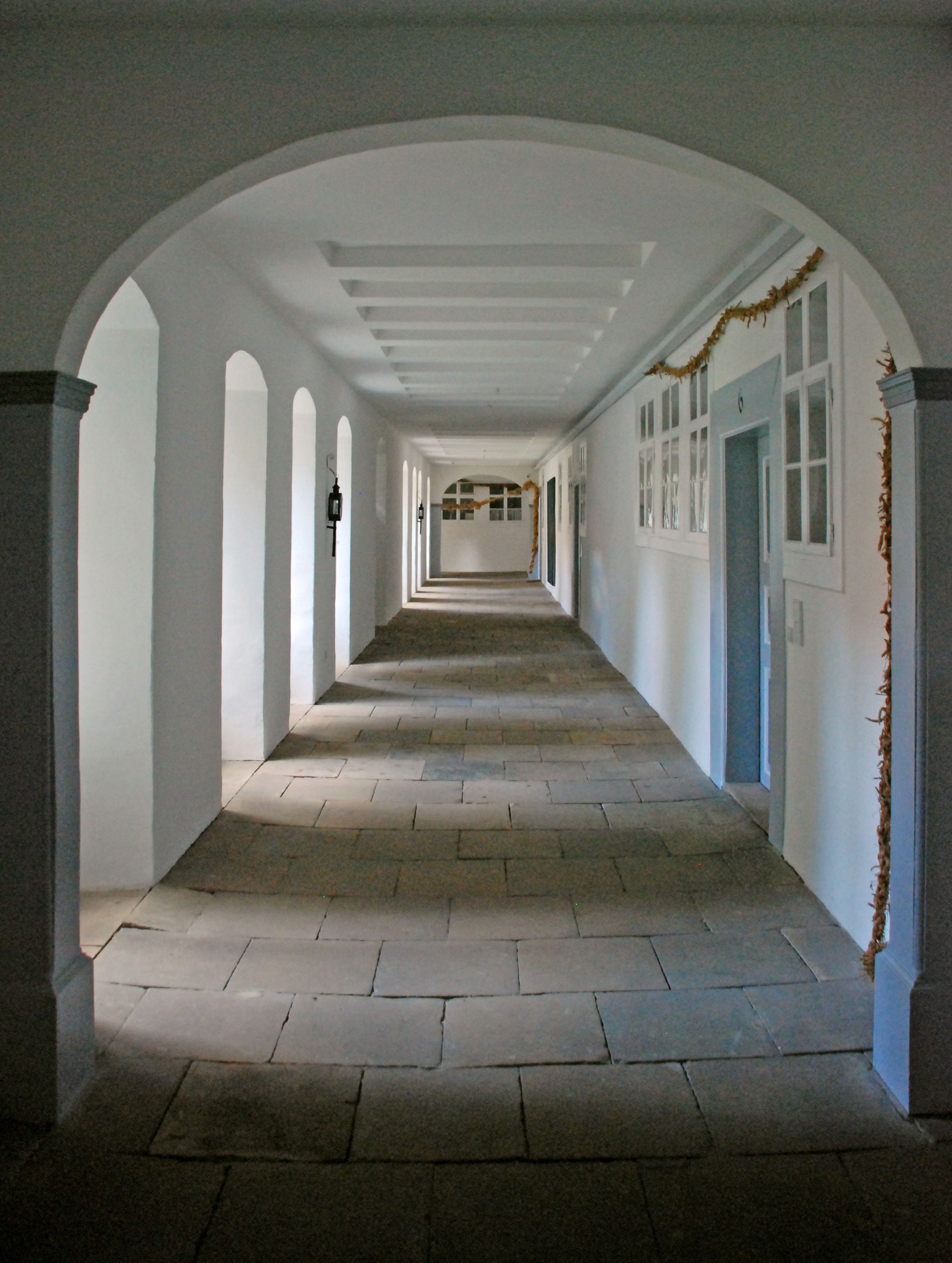
Klooster Mariensee, kloostergang
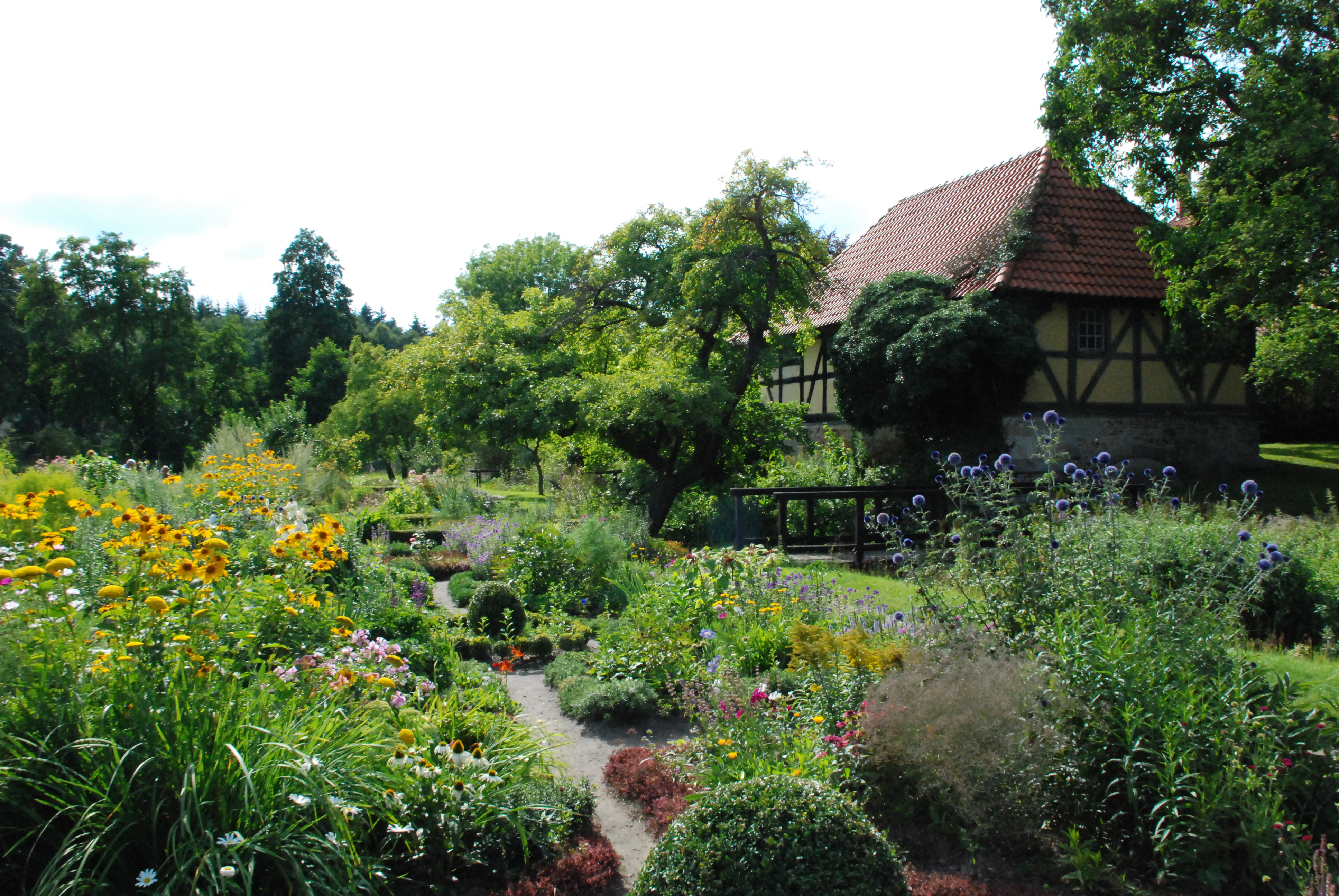
Kloostertuin Mariensee
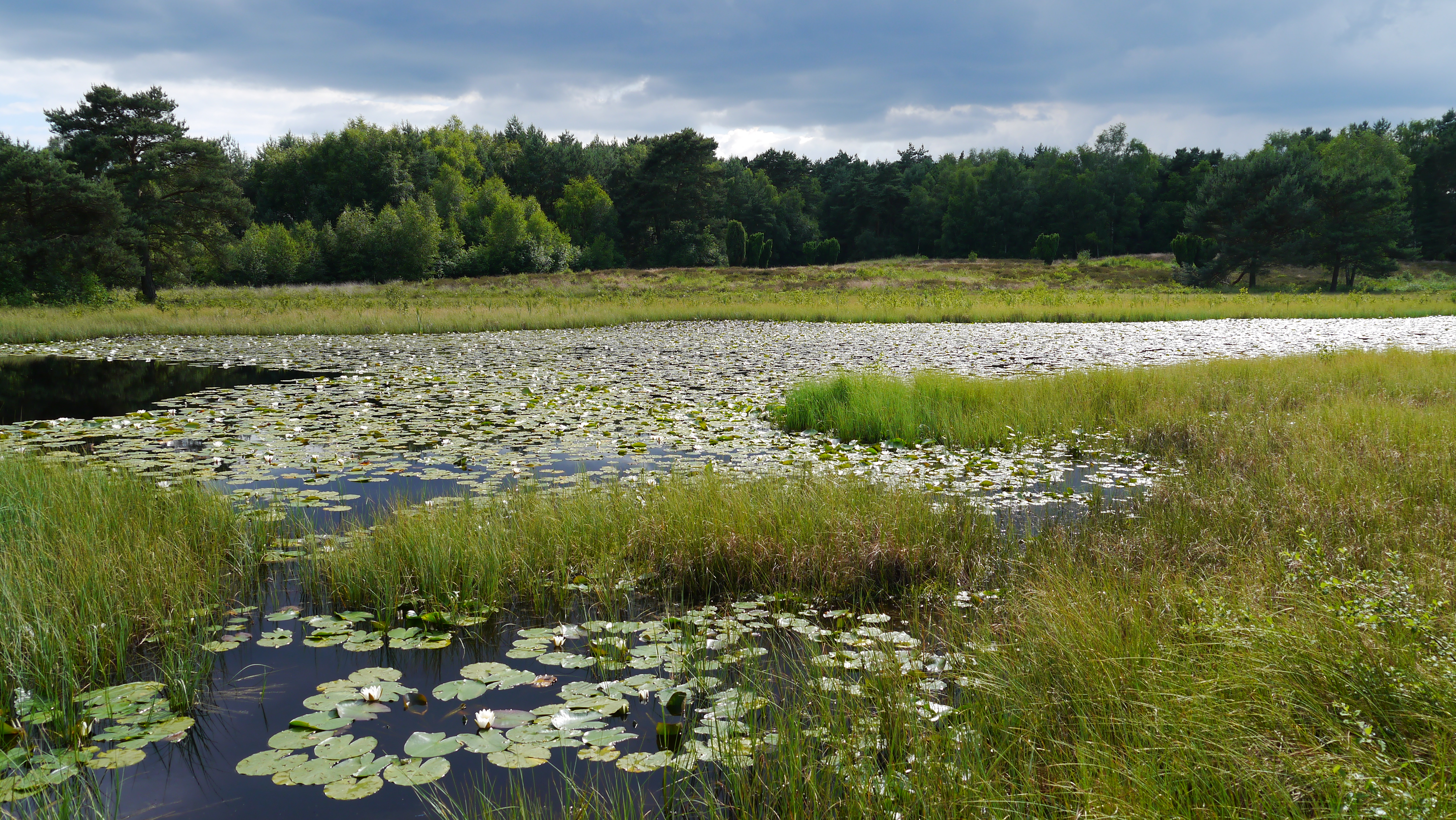
Natuurreservaat (ven) Blankes Flat, stadsdeel Esperke